# Steriphopus crassipalpis
Espèce
Steriphopus crassipalpis est une espèce d'araignées aranéomorphes de la famille des Palpimanidae.

## Distribution
Cette espèce est endémique de Birmanie.

## Description
Le mâle holotype mesure 3 mm.

## Publication originale
- Thorell, 1895 : Descriptive catalogue of the spiders of Burma. London, p. 1-406 (texte intégral).